# Adolphe Thiers

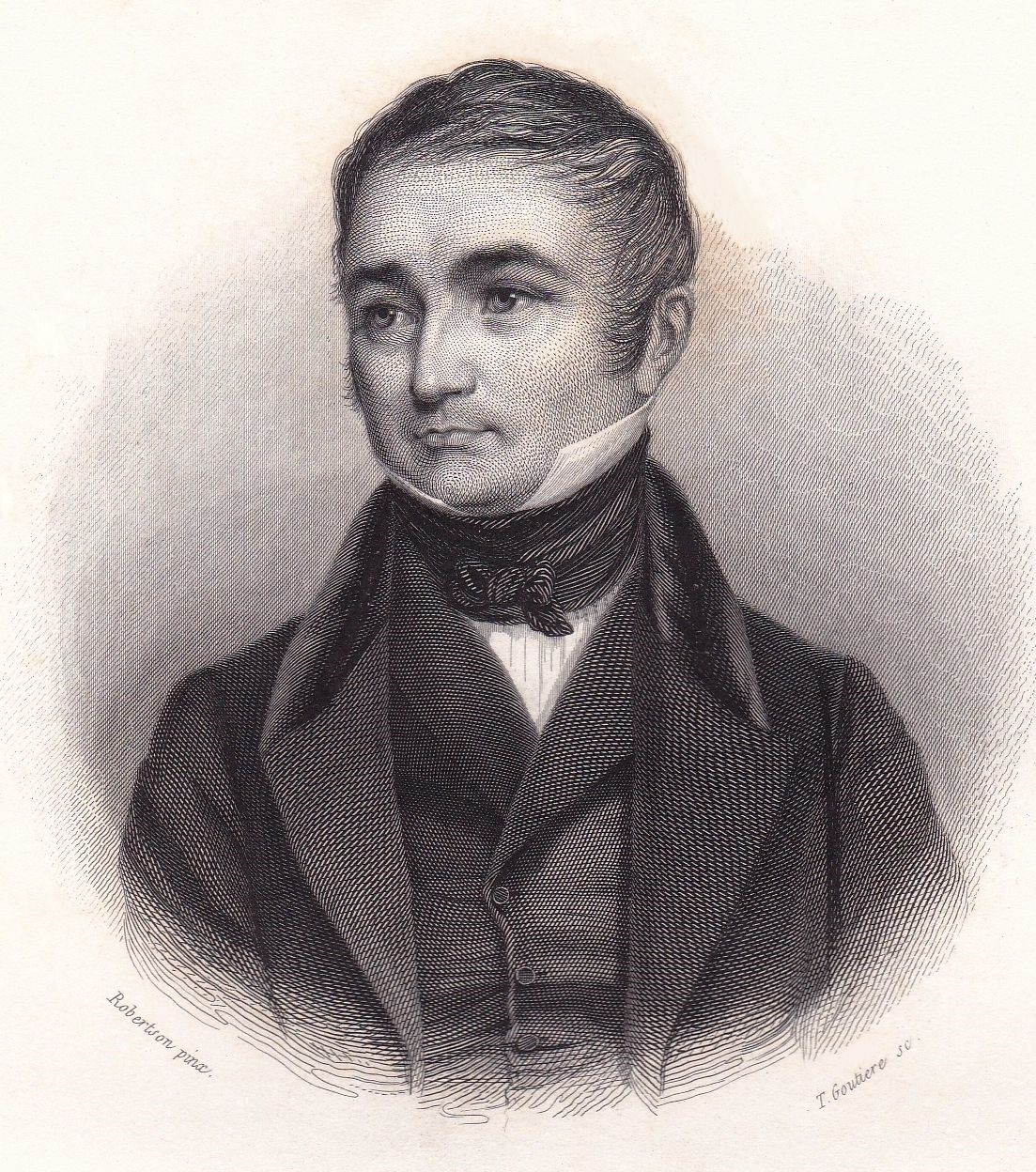
En ung Aldophe Thiers.

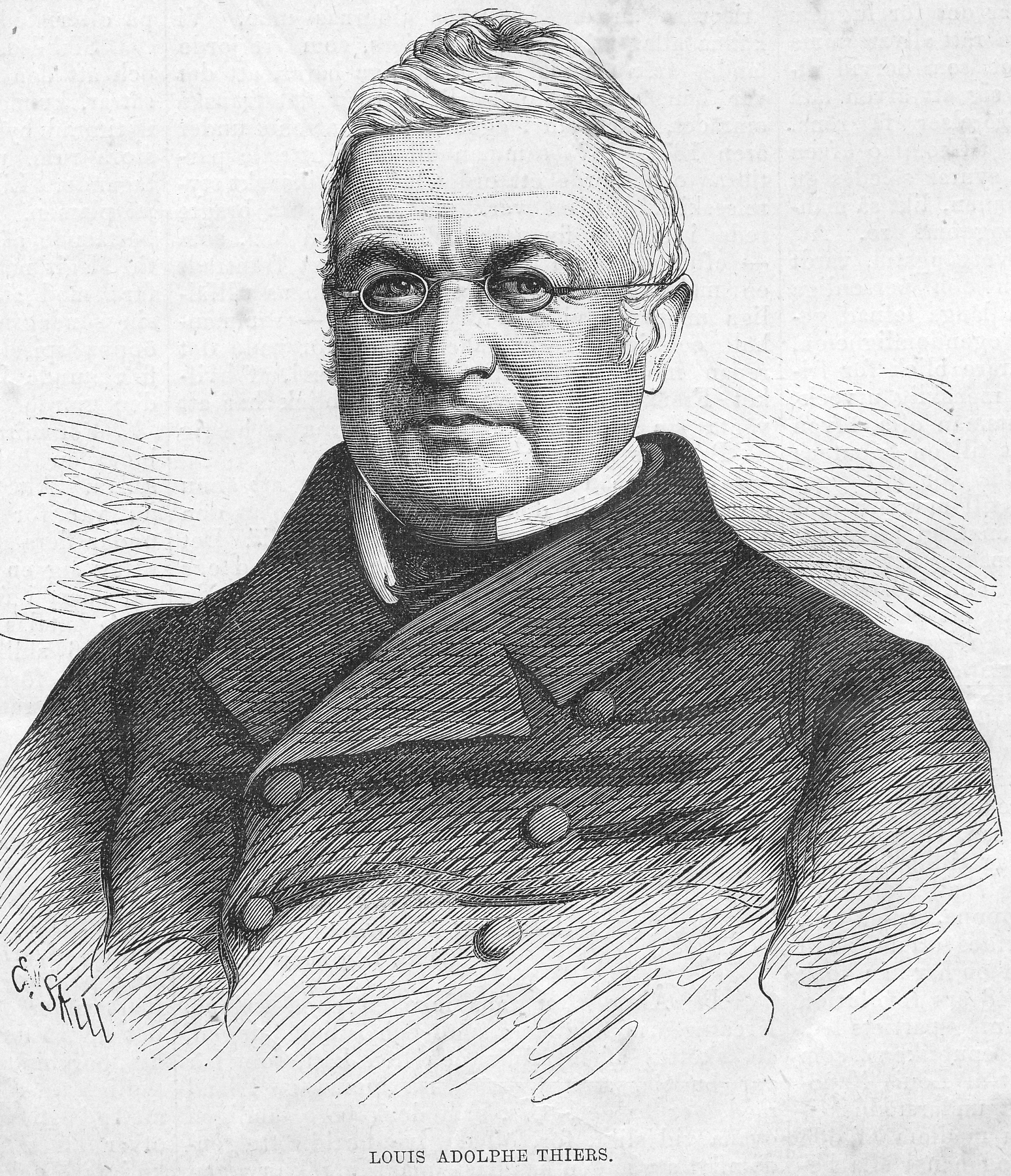
Louis Adolphe Thiers från "Hemvännen" 1877.

Marie Joseph Louis Adolphe Thiers, född 16 april 1797 i Marseille, död 3 september 1877, var en fransk historiker och statsman. Han var Frankrikes president 1871–1873.

## Historikern
Thiers skrev i sin ungdom ett stort verk om franska revolutionen. Han var även författare till ett verk om konsulatet. Histoire du consulat et de l'Empire måste ha varit en inflytelserik bok i samtiden. Den utkom på svenska från 1845, och blev även den en extraordinär framgång. Skriftserien avslutades 1862, på svenska 1863. 
I sin recension av boken menar Johan Vilhelm Snellman att boken ger en klar allmän uppfattning och en uppfattning om de olika enskilda händelsernas inbördes relation. Snellman menar att Thiers största begåvning låg i en förmåga att arrangera enskilda händelser runtomkring större huvudelement; "samordnandet av händelser" var det viktigaste. Med detta torde Snellman mena att historievetenskapen inte får vara ett uppradande av fakta, utan att kunskapen om händelser i det förflutna måste bindas samman, kombineras och grupperas, så att de blir förståeliga och intressanta.

## Politikern
Thiers var inrikesminister 1832 och 1834, ministerpresident 1836 och 1840, motståndare till Louis Bonaparte och andra kejsardömet. 
Efter det fransk-tyska kriget utsågs han 1871 till president i den tredje franska republiken. Han slog våldsamt ner Pariskommunen samma år. Thiers var nu 74 år gammal men alltjämt frisk och verksam. Han lyckades ordna finansväsendet och hans anseende gjorde det möjligt att uppta stora lån som – fram till att skatterna återigen började inflyta regelmässigt – fick täcka förvaltningskostnaderna och möjliggöra att krigsskulden raskt kunde avbetalas. Till våren 1873 var hela summan erlagd till Tyskland, och de sista tyska ockupationstrupperna hade utrymt landet. Thiers prisades av sina vänner som "territoriets befriare".
Som president arbetade Thiers också med att lägga grundvalarna till ett nytt statsväsen med frihet inåt och kraft utåt. Allmän värnplikt efter preussiskt mönster infördes, och för att så snart som möjligt få till stånd en stark och övad försvarsmakt höjdes den militära tjänstetiden ända till fem år. För att möjliggöra ett statsliv byggt på folkligt självstyre ansåg Thiers det nödvändigt att upphäva det napoleonska förvaltningssystemet, som lade utnämnandet av alla ämbetsmän, från ministern till kommunalordföranden, i centralregeringens hand. Under hot om att avgå i händelse av avslag genomdrev han en lag som inledde en decentralisation av förvaltningen genom att överlämna valet av mär åt kommunen och ge departementets generalråd ökad myndighet gentemot prefekten.
Nationalförsamlingen var dock inte nöjd med den riktning Thiers regering tagit. Så snart krigsskulden var betald, Frankrike var utrymt av fienden och Thiers alltså syntes umbärlig, började församlingen verka för att bli kvitt honom. Då han yrkade på att man nu definitivt skulle bestämma sig för republiken som det nya Frankrikes statsform, eftersom endast en konservativt styrd republik hade någon utsikt till varaktighet, beslöt majoriteten att avsätta honom. När hans ministrar i en i och för sig obetydlig fråga hamnade i minoritet med fjorton röster tvingades de avgå, och församlingen krävde i stället en ny ministär. Då Thiers inte ville utse monarkistiska ministrar och inte heller kunde handla emot det parlamentariska styrelsesättets grundsatser, återstod honom ingen annan utväg än att nedlägga sitt ämbete (den 24 maj 1873). Nationalförsamlingen valde den kände monarkisten marskalk Mac-Mahon till ny president.
Thiers blev ett av karikatyrtecknaren André Gills favoritmotiv i tidskrifter som La Lune och L’Eclipse. Även Karl Marx gisslar Thiers, framför allt i Inbördeskriget i Frankrike (1871).

## Sista tid
Efter att ha avsatts från presidentposten bibehöll Thiers sin plats i nationalförsamlingen, där han slöt sig till vänstra centern. Han deltog visserligen nästan aldrig i debatterna, men utövade stort inflytande på det republikanska partiet. Efter att den nya republikanska författningen antagits valdes han 1876 av territoriet Belfort till senator och av Paris nionde arrondissement till medlem av deputeradekammaren. Han antog valet till deputerad, men höll endast ett enda tal i kammaren. När det reaktionära kabinettet Broglie i juni 1877 upplöste deputeradekammaren gjorde Thiers allt för att förmå det republikanska partiets olika fraktioner att hålla ihop vid de allmänna valen, som blivit utlysta till 14 oktober. Men redan före valen avled Thiers plötsligt genom slaganfall. Hans begravning, som ägde rum på kyrkogården Père-Lachaise i Paris den 8 september, gav anledning till stora republikanska demonstrationer.
Statyer över Thiers restes efter hans död i Nancy (1879) och Saint-Germain-en-Laye (1880). Hans gravmonument invigdes 1887. I sitt testamente avsatte Thiers en ansenlig donation för uppförande av en byggnad (den uppfördes i Passy) till avgiftsfria bostäder under tre års tid för medellösa studenter, som dessutom fick en viss summa för att täcka andra utgifter.